# Basquires

Os basquires (bashkires; em basquir: Башҡорттар, transcr. Bashkorttar) são um grupo étnico túrquico que habita a Rússia, principalmente no Bascortostão. Um número significativo de basquires habita a república do Tartaristão, bem como a Udmúrtia. Um número substancial de habitantes vive no krai de Perm e em Tcheliabinsk, Oremburgo, Ecaterimburgo e no oblast de Curgã. Existem importantes minorias basquires no Casaquistão e no Uzbequistão; no total, existem aproximadamente dois milhões de basquires.

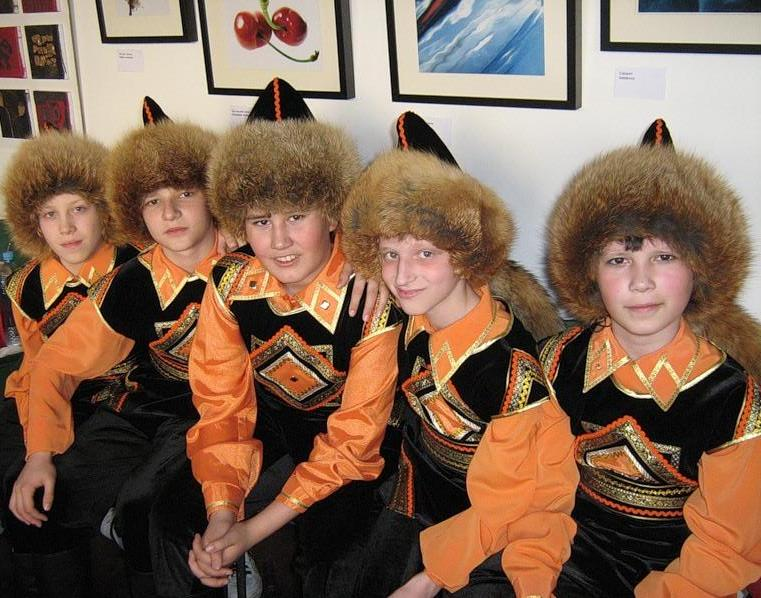
Basquires